# صالة هاي-في
صالة هاي-في (بالإنجليزية: Hy-Vee Arena)‏ وتعرف أيضًا باسم (بالإنجليزية: Kemper Arena)‏ صالة كمبر هي صالة مغلقة تقع في مدينة كانساس في ميزوري.

## حادثة موت أوين هارت
في 23 مايو 1999 استضافت الصالة مهرجان دبليو دبليو إف أوفر ذا إيدج والذي كان مرتبًا لأوين هارت أن يقلد طريقة دخول مصارع دبليو سي دبليو ستينغ بالنزول من سقف المبنى إلى الحلبة. أثناء نزول هارت في أوفر ذا إيدج، انفصل الحبل الذي كان يحمله عن سترة الأمان التي كان يرتديها، ليسقط من على ارتفاع يزيد عن 70 قدم (21 م) من سقف المبنى إلى أرضية الحلبة. جاء المسعفون إلى هارت وقاموا بإنعاشه، لكن لم يظهر هارت الذي أصيب بجروح بالغة أي استجابة، ما دفعهم إلى إخراجه على نقالة إلى سيارة إسعاف نقلته إلى مستشفى قريب في مدينة كانساس حيث توفى.

## وصلات خارجية
- الموقع الرسمي
- Kemper Arena's Website Archived by the واي باك مشين.